# Lake Lac La Belle
Lake Lac La Belle és una concentració de població designada pel cens dels Estats Units a l'estat de Wisconsin. Segons el cens del 2000 tenia 833 habitants.

## Demografia
Segons el cens del 2000, Lake Lac La Belle tenia 833 habitants, 302 habitatges, i 260 famílies. La densitat de població era de 338,6 habitants per km².
Dels 302 habitatges en un 34,8% hi vivien nens de menys de 18 anys, en un 78,1% hi vivien parelles casades, en un 5,6% dones solteres, i en un 13,6% no eren unitats familiars. En l'11,6% dels habitatges hi vivien persones soles el 5,3% de les quals corresponia a persones de 65 anys o més que vivien soles. El nombre mitjà de persones vivint en cada habitatge era de 2,76 i el nombre mitjà de persones que vivien en cada família era de 2,97.
Per edats la població es repartia de la següent manera: un 25,6% tenia menys de 18 anys, un 5,6% entre 18 i 24, un 27,9% entre 25 i 44, un 31,2% de 45 a 60 i un 9,7% 65 anys o més.
L'edat mediana era de 39 anys. Per cada 100 dones de 18 o més anys hi havia 102,6 homes.
La renda mediana per habitatge era de 67.917 $ i la renda mediana per família de 71.406 $. Els homes tenien una renda mediana de 45.500 $ mentre que les dones 29.375 $. La renda per capita de la població era de 25.461 $. Cap de les famílies i el 0,5% de la població estaven per davall del llindar de pobresa.

## Poblacions més properes
El següent diagrama mostra les poblacions més properes.